# الکس ویکس
الکس ویکس (انگلیسی: Alex Weekes؛ زادهٔ ۲۰ مارس ۱۹۸۸) بازیکن فوتبال اهل ایالات متحده آمریکا است.